# 孫璚
孫璚（1420年—？），字廷玉，直隸常州府無錫縣人，明朝政治人物。同進士出身。

## 生平
景泰四年（1453年）癸酉科應天府鄉試第一百十六名。景泰五年（1454年）甲戌科會試第九十三名，殿試登進士第三甲第三十九名。天順六年（1463年），任四川富順縣知縣。成化二年（1466年）十月，孫璚因「貪虐害民」，被巡撫汪浩下四川按察司逮問，孫璚畏罪潛逃至京，又貪戀富順人民富裕，於是求人請托，竟然得以復任，士論大譁。

## 家族
曾祖孫忠。祖父孫隆。父亲孫士傑。